# 15032 Alexlevin
15032 Alexlevin (1998 VV28) là một tiểu hành tinh vành đai chính được phát hiện ngày 10 tháng 11 năm 1998 bởi Nhóm Nghiên cứu Thiên thạch gần Trái Đất thuộc phòng thí nghiệm Lincoln ở Socorro. Nó được đặt theo tên Alex Levin.